# Друга Боленова кћи (филм из 2008)
Друга Боленова кћи (енгл. The Other Boleyn Girl) британски је филм редитеља Џастина Чадвика, базиран на истоименом роману Филипе Грегори. Премијерно је приказан 15. фебруара 2008. године на Међународном филмском фестивалу у Берлину. Главне улоге тумаче Натали Портман, Скарлет Јохансон и Ерик Бана.

## Радња
Истог тренутка када постане дворска дама енглеске краљице Катарине Арагонске, четрнаестогодишња Мери Болен привлачи пажњу краља Хенрија VIII. Она је најпре заслепљена сјајем његове моћи и његовог положаја, али њена радост престаје када открије да је Хенри само пион у династичким заверама. Када занимање каприциозног краља за њу избледи, Мери добија наређење да своје знање да се он задовољи пренесе својој сестри, најбољој другарици и супарници — Ани Болен.
Ана ускоро постаје неодољива краљу Хенрија, и Мери остаје само да посматра сестрин успон. Ана не преза ни до чега да оствари своје амбиције. Од тог тренутка, Мери неће бити ништа друго до „она друга Боленова кћи“. Ана чак у једном тренутку постаје и Хенријева супруга и краљица Енглеске, али њена позиција није сигурна све док краљу не подари наследника. Иако су у исто време и супарнице, сестре Мери и Ана морају да се бране од непријатеља породице Болен — Мери, Ане и Џорџа, којих има много.

## Улоге
- Натали Портман као Ана Болен. Портманова је објаснила да ју је пројекат привукао јер „никада раније није играла такву улогу“, и описала је Ану као „јаку, али такође и рањиву“, и као „амбициозну и прорачунату жену која ће газити друге, али ће се кајати због тога“. Месец дана пред почетак снимања, Портманова је имала свакодневне часове диксије са Џил Мекулоч како би овладала британским акцентом.[1]
- Скарлет Јохансон као Мери Болен. Како су критичари били скептични што главне улоге у филму, две енглеске даме, тумаче америчке глумице, Јохансон је рекла: „Три страна глумца ће говорити енглеским акцентом... Очупаћу своје обрве и скинути шминку, и нећете ни приметити да сам Американка“.[2]
- Ерик Бана као Хенри VIII. Бана је прокоментарисао да је био изненађен када му је улога понуђена. Он је лик краља Хенрија описао као „мушкарца који је помало незрео и који је вођен страшћу и похлепом“ и интерпретирао га јако „човека који је сам себе довео у запетљану, компликовану ситуацију“.[3] Да би се припремио за улогу, Бана се ослонио углавном на сценарио како би одиграо своју верзију лика, трудећи се да га не одигра као глумци у ранијим филмовима о Хенрију VIII.[4]
- Џим Старџис као Џорџ Болен, виконт Рочфорд. Иако су сво троје деце Боленових врло блиски, Ана и Џорџ су међусобно најближи. Џорџ воли и подржава Ану због њене бунтовне и неуобичајене природе. Приморан је да ожени Џејн Паркер, коју презире без разлога. Џорџ је често сматран најрањивијим и вероватно најљубазнијим од троје деце Боленових.
- Кристин Скот Томас као Елизабета Болен, грофица од Вилтшира и Ормонда
- Марк Рајланс као Томас Болен, први ерл од Вилтшира
- Дејвид Мориси као Томас Хауард, трећи војвода од Норфока
- Бенедикт Камбербач као Вилијам Кери
- Оливије Колман као Хенри Перси, шести ерл од Нортумберланда
- Ана Торент као Катарина Арагонска
- Еди Редмејн као Вилијам Стафорд
- Џуно Темпл као Џејн Паркер
- Јејн Мичел као Томас Кромвел
- Ендру Гарфилд као Франсис Вестон
- Корин Геловеј као Џејн Симор
- Бил Волис као Томас Кранмер
- Констанс Страјд као Марија Тјудор
- Мејзи Смит као Елизабета Тјудор

## Друга издања
Филм је 10. јуна 2008. године објављен у DVD и блу-реј формату. Оба издања укључују коментаре редитеља Џастина Чадвика, избачене сцене из филма и друге додатке.